# Пробел Шварцшильда
Пробел Шварцшильда — часть горизонтальной ветви диаграммы Герцшпрунга — Рассела, на которой нет звёзд с постоянным блеском, а есть лишь переменные типа RR Лиры. В англоязычной литературе иногда называется «пробел RR Лиры» (англ. RR Lyrae gap). Пробел Шварцшильда назван в честь Мартина Шварцшильда, изучавшего, в частности, шаровые скопления.

## Характеристики
Пробел Шварцшильда проявляется в шаровых скоплениях, достаточно старых, чтобы маломассивные звёзды в них успели проэволюционировать. Также скопление должно иметь не слишком высокую или низкую металличность: в первом случае звёзды горизонтальной ветви будут слишком холодными, а во втором — слишком горячими, и пробел Шварцшильда не проявится. В скоплении M 3 постоянные звёзды имеют показатели цвета B−V более +0,42 и менее +0,18, то есть, пробел Шварцшильда лежит между этими значениями.

## Причина появления
Звёзды небольших масс, начавшие сжигать гелий в ядре, находятся на горизонтальной ветви. Температуры звёзд на ней различаются, и горизонтальная ветвь проходит через так называемую полосу нестабильности. Звёзды на полосе нестабильности, благодаря наличию в них слоя гелия, который частично ионизован единожды, а частично — дважды, пульсируют и наблюдаются как пульсирующие переменные звёзды. Такие переменные на горизонтальной ветви являются переменными типа RR Лиры, а звёзд постоянного блеска в этой области нет — поэтому, если из диаграммы Герцшпрунга — Рассела исключаются переменные звёзды, на ней образуется пробел Шварцшильда. Тем не менее, если для переменных усреднить их параметры по времени и нанести на диаграмму, то они попадут именно в этот пробел.